# Curb Your Enthusiasm
Curb Your Enthusiasm és una sèrie de televisió nord-americana d'HBO. És una sitcom ideada per Larry David escriptor, cocreador i productor executiu de Seinfeld, que també és el personatge principal de Curb Your Enthusiasm i el productor, guionista i realitzador. Des de la seva estrena el 15 d'octubre del 2000, la sèrie va ser candidata a més de vint premis Emmy i cinc premis Globus d'Or, guanyant la categoria a la millor comèdia en ambdós premis.
Les històries transcorren a Los Angeles i estan basades en la vida de Larry David com a guionista i productor de televisió semiretirat després del seu èxit amb Seinfeld. La sèrie és freqüentment assenyalada com una idea reforçada del concepte de Seinfeld, "un programa sobre res".
Curb Your Enthusiasm s'enregistra amb càmeres portàtils, cosa que fa que la seva producció estigui fora del concepte tradicional o convencional d'una sèrie televisiva, ignorant el guió i donant preferència per als detalls de l'escena i improvisacions en els diàlegs.
Encara que la majoria de les escenes estan basades en situacions de la vida de Larry David, en una entrevista va afirmar que el personatge de la sèrie no era realment ell, atesa la seva "sensibilitat" amb les altres persones i els convencionalismes socials.
Una de les característiques de la sèrie és que la continuïtat de la història és dependent de les idees de Larry David, de manera que a diferència d'altres programes, en aquest cas no hi ha un cicle fix d'emissió de noves temporades, situació que ha portat a l'existència de nou temporades en 16 anys de recorregut. Aquesta situació va provocar una parada de cinc anys entre el final de la vuitena temporada, emès el setembre del 2011, i l'anunci de la novena temporada, que es va donar a conèixer el juny del 2016.
Fins ara s'han emès 12 temporades, amb l'emissió de la darrera temporada i comiat de la sèrie l'abril del 2024.

## Personatges

### Repartiment principal
- Larry David com a versió fictícia de si mateix, el protagonista idiosincràtic, sense tacte i descarat del programa.
- Jeff Garlin com a Jeff Greene, el gerent i millor amic de Larry.
- Cheryl Hines com a Cheryl David, la patidora esposa de Larry (i més tard exdona).
- Susie Essman com a Susie Greene, la dona cridanera i dominant de Jeff, coneguda pel seu temperament explosiu.
- J. B. Smoove com a Leon Black, amic de Larry i, més tard, company de pis.

### Convidats recurrents
Entre els molts convidats recurrents de la sèrie, Richard Lewis, Ted Danson i Wanda Sykes interpreten versions de ficció d'ells mateixos com a vells amics de Larry amb qui sovint xoca. Shelley Berman interpreta el pare de Larry, Nat David. Bob Einstein apareix sovint com a Marty Funkhouser, un altre dels amics de tota la vida de Larry. Saverio Guerra interpreta a Mocha Joe, rival de Larry.